# ベン・ドーク
ベン・ギャノン・ドーク（Ben Gannon Doak, 2005年11月11日 - ）は、スコットランドのダルリー出身のプロサッカー選手。プレミアリーグのAFCボーンマス所属。ポジションはフォワード。スコットランド代表。

## 経歴

### ユース
地元のダルリー・ロバーズ、エア・ユナイテッドFC、セルティックFCのユースチームでプレーした。

### セルティック
2021年12月26日からセルティックのトップチームに帯同し、2022年1月29日のダンディー・ユナイテッドFC戦に途中出場してプロデビューした。

### リヴァプール
2022年3月にリヴァプールFCへ完全移籍した。移籍金は60万ポンド。11月9日、EFLカップのダービー・カウンティFC戦で移籍後初出場し、5日後にプロ契約を結んだ。12月26日のアストン・ヴィラFC戦でリーグ戦初出場した。17歳でのプレミアリーグデビューは、スコットランド人選手としては史上最年少であった。
2023年7月30日、プレシーズンマッチのレスター・シティFC戦で初得点を記録した。12月に膝の手術を受け、2023-24シーズンの大半を欠場した。

#### ミドルズブラ
2024年8月30日にEFLチャンピオンシップのミドルズブラFCへ期限付き移籍した。

### ボーンマス
2025年8月18日にAFCボーンマスへ完全移籍した。移籍金は2,500万ポンド。

## 代表歴
2021年9月2日にU-17スコットランド代表に初選出された。2022年にはUEFA U-17欧州選手権の予選に出場したが、本選は怪我のため欠場した。
2022年9月に16歳でU-21スコットランド代表に初選出された。同月22日の北アイルランド代表戦で初得点を記録し、同代表での史上最年少記録を更新した。
2024年5月、UEFA EURO 2024に出場するスコットランド代表の暫定メンバーに初選出されたが、怪我のため本選のメンバーからは外れた。同年8月にはUEFAネーションズリーグに出場するスコットランド代表に選出された。

## 人物
祖父のマーティン・ドークは元サッカー選手で、グリノック・モートンFCで300試合以上に出場した。

## 個人成績

### クラブ
| クラブ       | シーズン | リーグ                   | リーグ戦 | リーグ戦 | カップ戦 | カップ戦 | リーグ杯 | リーグ杯 | 国際大会 | 国際大会 | 合計 | 合計 |
| クラブ       | シーズン | リーグ                   | 出場     | 得点     | 出場     | 得点     | 出場     | 得点     | 出場     | 得点     | 出場 | 得点 |
| ------------ | -------- | ------------------------ | -------- | -------- | -------- | -------- | -------- | -------- | -------- | -------- | ---- | ---- |
| セルティック | 2021-22  | スコティッシュ・プレミア | 2        | 0        | -        | -        | -        | -        | -        | -        | 2    | 0    |
| セルティック | 通算     | 通算                     | 2        | 0        | -        | -        | -        | -        | -        | -        | 2    | 0    |
| リヴァプール | 2022–23  | プレミアリーグ           | 2        | 0        | 2        | 0        | 1        | 0        | -        | -        | 5    | 0    |
| リヴァプール | 通算     | 通算                     | 2        | 0        | 2        | 0        | 1        | 0        | -        | -        | 5    | 0    |
| 総通算       | 総通算   | 総通算                   | 4        | 0        | 2        | 0        | 1        | 0        | -        | -        | 7    | 0    |